# Landkreis Celle
Landkreis Celle er en Landkreis centralt i den østlige del af den tyske delstat Niedersachsen. Den grænser mod vest og nord til Landkreis Soltau-Fallingbostel, mod nordøst til Landkreis Uelzen, mod øst til Landkreis Gifhorn og mod syd til Region Hannover.
Historisk har området været knyttet til Fyrstendømmet Lüneburg.

## Byer og kommuner
Kreisen havde 178936  indbyggere pr.  2018-12-31

| Kommuner                                                                                         | Kommuner                                                                                                 |
| ------------------------------------------------------------------------------------------------ | --- |
| 1. Bergen, Stadt (13556) 2. Celle, administrationsby (69602) 3. Eschede (5747) 4. Faßberg (6136) | 1. Hambühren (10317) 2. Südheide [Sitz: Hermannsburg] (11646) 3. Wietze (8271) 4. Winsen (Aller) (13220) |

Samtgemeinden med kommuner
* administration for samtgemeinden
| - 1. Samtgemeinde Flotwedel (11278) 1. Bröckel (1821) 2. Eicklingen (3199) 3. Langlingen (2151) 4. Wienhausen* (4107) - 2. Samtgemeinde Lachendorf (12797) 1. Ahnsbeck (1617) 2. Beedenbostel (1020) 3. Eldingen (2002) 4. Hohne (1668) 5. Lachendorf* (6490) | - 3. Samtgemeinde Wathlingen (15601) 1. Adelheidsdorf (2640) 2. Nienhagen (6753) 3. Wathlingen* (6208) |

Kommunefrit område
- Lohheide (765)

## Weblinks
1. ↑   Landesamt für Statistik Niedersachsen, LSN-Online Regionaldatenbank, Tabelle 12411: Fortschreibung des Bevölkerungsstandes, Stand 31. Dezember 2018 (Hilfe dazu).

- Wikimedia Commons har flere filer relateret til Landkreis Celle

52°43′N 10°06′Ø / 52.71°N 10.1°Ø